# قائمة تشريعات المصارف والنقد (مصر)
قوانين وقرارات المصارف والنقد في مصر
| م             | التشريع المنظم                                                                                | تشريعات التعديلات | قرارات اللائحة التنفيذية للتشريع المنظم | الحالة | ملاحظات |
| ------------- | --------------------------------------------------------------------------------------------- | --- | --- | ------ | --- |
| البنك المركزي |                                                                                               | | |        | |
|               | البنك المركزي والجهاز المصرفي رقم 194 لسنة 2020                                               | | |        | ألغي بموجبه: - القانون رقم 88 لسنة 2003 |
|               | البنك المركزي والجهاز المصرفي والنقد رقم 88 لسنة 2003                                         | - رقم 8 لسنة 2013 - رقم 160 لسنة 2012 - رقم 125 لسنة 2011 - رقم 125 لسنة 2009 - رقم 93 لسنة 2005 - رقم 162 لسنة 2004                   | النظام الأساسي: - قرار رئيس الجمهورية رقم 433 لسنة 2012 - قرار رئيس الجمهورية رقم 257 لسنة 2009 - قرار رئيس الجمهورية رقم 64 لسنة 2004 اللائحة التنفيذية: - قرار رئيس الجمهورية رقم 101 لسنة 2004 | ملغي   | ألغي بموجبه: - القانون رقم 163 لسنة 1957 - القانون رقم 120 لسنة 1975 - القانون رقم 205 لسنة 1990 - القانون رقم 38 لسنة 1994 - القانون رقم 155 لسنة 1998 |
|               | البنك المركزي المصري والجهاز المصرفي رقم 120 لسنة 1975                                        | - رقم 14 لسنة 2002 - رقم 97 لسنة 1996 - رقم 37 لسنة 1992 - رقم 50 لسنة 1984                                                            | النظام الأساسي: - قرار رئيس الجمهورية رقم 488 لسنة 1976 - قرار رئيس الجمهورية رقم 394 لسنة 1989 - قرار رئيس الجمهورية رقم 59 لسنة 1993                                                            | ملغي   | ألغي بموجبه: - القانون رقم 250 لسنة 1960 |
|               | تطوير الجهاز المصرفي قرار رئيس الجمهورية رقم 2422 لسنة 1971                                   | | |        | |
|               | البنك المركزي المصري والبنك الأهلي المصري رقم 250 لسنة 1960                                   | - رقم 17 لسنة 1965 - رقم 277 لسنة 1960                                                                                                 | النظام الأساسي: - قرار رئيس الجمهورية رقم 2336 لسنة 1960 | ملغي   | |
|               | إنتقال ملكية البنك الأهلي المصري إلى الدولة وعلى أن يظل البنك المركزي للدولة رقم 40 لسنة 1960 | | |        | |
|               | البنوك والائتمان رقم 163 لسنة 1957                                                            | - رقم 81 لسنة 2002 - رقم 97 لسنة 1996 - رقم 101 لسنة 1993 - رقم 37 لسنة 1992 - رقم 50 لسنة 1984 - رقم 86 لسنة 1980 - رقم 135 لسنة 1960 | | ملغي   | |
|               | اعتبار البنك الأهلي المصري البنك المركزي للدولة رقم 57 لسنة 1951                              | رقم 50 لسنة 1957 | النظام الأساسي: - قرار رئيس الجمهورية رقم 185 لسنة 1957 | ملغي   | |
| تنظيم النقد   |                                                                                               | | |        | |
|               | تنظيم التعامل بالنقد الأجنبي رقم 38 لسنة 1994                                                 | رقم 228 لسنة 1996 | | ملغي   | ألغي بموجبه: - القانون رقم 97 لسنة 1976 |
|               | تنظيم التعامل بالنقد الأجنبي رقم 97 لسنة 1976                                                 | رقم 67 لسنة 1980 | | ملغي   | ألغي بموجبه: - القانون رقم 80 لسنة 1947 - القانون رقم 98 لسنة 1957                                                                                      |
|               | تنظيم الرقابة على عمليات النقد رقم 80 لسنة 1947                                               | رقم 19 لسنة 1968 | | ملغي   | ألغي بموجبه: - القانون رقم 109 لسنة 1939 |
|               | تنظيم العمليات الخاصة بالنقود وأوراق النقد الأجنبية رقم 109 لسنة 1939                         | | | ملغي   | |
| أخرى          |                                                                                               | | |        | |
|               | تنظيم مساهمة القطاع الخاص في رؤوس أموال بنوك القطاع العام رقم 155 لسنة 1998                   | | | ملغي   | |
|               | سرية الحسابات بالبنوك رقم 205 لسنة 1990                                                       | | | ملغي   | |

## أنظر أيضاً
- قائمة تشريعات الاستثمار والمناطق الحرة (مصر)
- قائمة تشريعات المناطق الاقتصادية (مصر)
- قائمة تشريعات التعاقدات والمناقصات والمزايدات (مصر)
- قائمة تشريعات الطاقة والثروة المعدنية (مصر)
- قائمة تشريعات السياحة (مصر)
- قائمة تشريعات الصناعة (مصر)
- قائمة تشريعات الزراعة (مصر)
- قائمة تشريعات النقل (مصر)
- قائمة تشريعات التعمير (مصر)
- قائمة تشريعات الصحة (مصر)
- قائمة تشريعات الرياضة (مصر)
- قائمة تشريعات التنمية (مصر)
- قائمة تشريعات التجارة والشركات (مصر)
- قائمة تشريعات المواصفات والقياس (مصر)
- قائمة تشريعات الاستيراد والتصدير (مصر)
- قائمة تشريعات الإتفاقيات الدولية (مصر)
- قائمة تشريعات الرقابة والحماية والتحكيم (مصر)
- قائمة تشريعات الأسواق والأدوات المالية غير المصرفية (مصر)
- قائمة تشريعات الضرائب والجمارك والرسوم (مصر)
- قائمة تشريعات العمل (مصر)